# Westerwälder Eisenbahn
Die Westerwälder Eisenbahn war das Projekt, im 19. Jahrhundert eine Eisenbahnverbindung zwischen den Städten Köln und Frankfurt am Main auf direktem Weg, also über den Westerwald, zu errichten. Es wurde über mehrere Jahrzehnte verfolgt, ohne je die ursprünglich angedachte Hauptverkehrsachse zu werden.

## Ausgangslage
Nachdem die Eisenbahn sich als zukunftsweisendes und zuverlässiges Transportmittel erwiesen hatte, entstanden auch in Deutschland Pläne, die großen Ballungsräume auf diese Weise miteinander zu verbinden. Die traditionellen Handelszentren Köln und Frankfurt boten sich dafür an, zumal eine solche Verbindung an beiden Enden weiteres Potential, zum einen in Richtung Großbritannien, in der anderen ans Mittelmeer, hatte. Gedacht war hier als Fernziel der Hafen Triest. Eine solche Bahn hätte auch der Verbindung von Großbritannien nach Indien gedient. Außerdem waren Westerwald und Taunus damals bedeutend für den Abbau von Eisenerz, versprachen also auch ein hohes örtliches Verkehrsaufkommen.
Gegen die Chancen, eine solche Planung zu verwirklichen, sprach das schwierige Gelände der Mittelgebirge und die damalige Kleinstaaterei in dem zu durchquerenden Raum. Jeder der zu beteiligenden Staaten hatte andere, teils gegenläufige Interessen, musste aber eine entsprechende Konzession aussprechen, damit eine durchgehende Eisenbahnverbindung zu Stande kam.
Die – kilometermäßig längeren, den Westerwald umgehenden – Strecken zwischen Köln und Frankfurt gingen nacheinander in Betrieb:
- Deutz-Gießener Eisenbahn / Main-Weser-Bahn: 1862
- Linke Rheinstrecke: 1862 (als letztes fehlendes Stück der Strecke wurde die Südbrücke in Mainz in Betrieb genommen)
- Rechte Rheinstrecke: 1864 (Sie mündete damals bei Koblenz in die Linke Rheinstrecke; der Abschnitt bis Deutz wurde erst 1871 fertiggestellt.)

## Das Projekt von 1846
Erstmals ernsthaft projektiert wurde die Westerwälder Eisenbahn durch ein Konsortium, das 1846 an die Regierung des Herzogtums Nassau mit der Idee herantrat, diese Eisenbahnverbindung zu verwirklichen. Auch in Köln hatte sich ein Eisenbahnkomitee gebildet, das dieses Projekt unterstützte. Köln, damals preußisch, fragte in Berlin an, ob der Staat bereit sei, das Projekt zu unterstützen. Die preußische Regierung lehnte das aber aus finanziellen Erwägungen ab. Hinzu trat die Revolution von 1848/1849, was das Projekt zunächst zum Erliegen brachte.

## Das Projekt von 1850
Im Jahr 1850 nahm sowohl die Regierung des Herzogtums Nassau als auch preußische Stellen das Projekt wieder auf, dass auch von Interessierten im Bereich des Westerwaldes betrieben wurde. Das preußische Interesse war auch militärstrategisch motiviert: Die zeitgleich propagierten Eisenbahnen an beiden Ufern des Rheins lagen dem preußischen Militär zu nahe an der französischen Grenze. Sie bevorzugten eine Bahn im Hinterland mit zusätzlichem Schutz durch die Mittelgebirge. Preußen ließ alternativ allerdings auch das Projekt der Deutz-Gießener Eisenbahn prüfen, die einen sehr viel längeren Streckenabschnitt versprach, der in Preußen zu liegen kommen würde. 1851 bemühte sich eine britisch-belgische Gesellschaft um die Konzession für eine Westerwälder Eisenbahn. Während das Herzogtum Nassau diese gewährte, lehnte das Königreich Preußen ab, weil die Gesellschaft zuvor eine Bahn entlang des rechten Rheinufers bauen wollte. Preußen entschied sich letztendlich, eine Konzession für die Deutz-Gießener Eisenbahn zu erteilen.

## Der Versuch von 1859
1859 bewarb sich der renommierte englische Eisenbahnunternehmer Sir Samuel Morton Peto bei der nassauischen Regierung um die Konzession für die Westerwälder Eisenbahn – zunächst allerdings nur für den Abschnitt Wiesbaden / Frankfurt – Limburg an der Lahn. Die herzoglich-nassauische Regierung hielt es nicht einmal für nötig, ihm zu antworten.

## Das Projekt von 1862
Auf Veranlassung des Westerwälder Eisenbahnkomitees in Altenkirchen wurden 1862 die preußischen Behörden in der Sache wieder aktiv und stellten dem Eisenbahnunternehmen eine Konzession in Aussicht, dass den Bau ohne staatliches finanzielles Engagement durchführen würde. Daraufhin schlossen sich die örtlichen Eisenbahnkomitees zu einem „Zentralkomitee“ für den Bau einer „Main-Lahn-Sieg-Bahn“ zusammen und begannen damit, eine Aktiengesellschaft zu gründen, die die Bahn bauen und betreiben sollte. Die Streckenführung wurde erarbeitet, Kosten ermittelt und niederländische Kaufleute für eine Finanzierung interessiert. Am 31. Januar 1863 wurde die nassauische Konzession erbeten, die preußische aber erst am 31. Dezember 1865. Beide Regierungen beschieden die Antragsteller abschlägig. Preußen begründete das mit der mangelnden finanziellen Sicherheit des Unternehmens.

## Der Krieg von 1866
Mit der Annexion des Herzogtums Nassau durch das Königreich Preußen in Folge des Preußisch-Österreichischen Krieges von 1866 ging das Herzogtum als eigenständiger Staat unter. Die Nassauische Staatsbahn wurde Bestandteil der Preußischen Staatseisenbahnen. Die Nassauische Staatsbahn wurde in eine Königliche Eisenbahndirektion Wiesbaden umgewandelt. Die politischen Differenzen zwischen beiden Staaten, mit Ursache dafür, dass die Westerwälder Eisenbahn nicht zu Stande kam, entfielen.

## Das Projekt von 1868
Nun drang eine Initiative der Stadt Diez beim preußischen Staat durch, die für eine Streckenführung von Diez nach Wiesbaden durch das Aartal plädierten. Außerdem wurde hier eine Bahnverbindung von Limburg nach Hadamar favorisiert. Dazu erteilte der Landtag sein Einverständnis und erließ am 17. Februar 1868 ein entsprechendes Gesetz, das den Bau ermöglichte. Die private Hessische Ludwigsbahn (HLB) erhielt die Konzession für die Vorarbeiten von der preußischen Bezirksregierung. Diese Konzession widerrief allerdings die Regierung in Berlin: Nach deren Auffassung sollte die Staatsbahn selbst bauen. Der 1870 begonnene Deutsch-Französische Krieg stoppte alle weiteren Arbeiten. Die Aartalbahn wurde schließlich in drei großen Bauabschnitten bis 1894 verwirklicht.

## Das Projekt von 1872

### Main-Lahn-Bahn
Nach dem Deutsch-Französischen Krieg bemühte sich die HLB 1872 um eine Konzession für eine Bahnstrecke von Frankfurt und Mainz / Wiesbaden nach Limburg, eine Wiederaufnahme des zehn Jahre alten Main-Lahn-Sieg-Eisenbahnprojektes. Dies war Teil eines „Deals“ zwischen dem preußischen Staat und der Hessischen Ludwigsbahn: Diese hatte kurz zuvor die Taunus-Eisenbahn übernommen und verkaufte sie nun an den preußischen Staat. Bedingung des Kaufs war unter anderem, dass der Staat der HLB die Konzession für die Westerwälder Eisenbahn von Frankfurt über Limburg gewährte. Die Strecke wurde am 15. Oktober 1877, der Abzweig vom Bahnhof Niedernhausen nach Wiesbaden Ludwigsbahnhof, genannt Ländchesbahn, wurde am 1. Juli 1879 eröffnet.

### Oberwesterwaldbahn
Die HLB beantragte auch die Fortsetzung dieser Strecke weiter über den Westerwald in Richtung Köln und Ruhrgebiet und erhielt die Konzession für die Strecke Eschhofen (bei Limburg)–Hadamar–Hachenburg–Troisdorf / Wissen am 4. Dezember 1873. Die HLB begann sofort mit den Vorarbeiten auf der gesamten Streckenlänge. Am nördlichen Ende des Projekts aber weigerte sich die Bergisch-Märkische Eisenbahn-Gesellschaft, die weiterführenden Anschlüsse zu ihrem Netz herzustellen, was die Rentabilität des Projektes für die HLB in Frage stellte. Die HLB bat deshalb den preußischen Staat von den in der Konzession festgeschriebenen Zeiten, in denen die Strecke errichtet werden musste, Abstand zu nehmen, bot sogar an, auf die Konzession ganz zu verzichten. Der Staat aber blieb aber zunächst hart und bestand auf Erfüllung der Auflagen in der Konzession. Schließlich kam es zu einem Kompromiss und die HLB wurde gegen Zahlung von 800.000 Mark aus ihrer Bauverpflichtung entlassen.

Stattdessen beschloss der Staat in den Bau der Bahn einzusteigen. Der nördliche Anschluss wurde in Au (Sieg) an der Bahnstrecke Köln–Gießen festgelegt. Die Bahnstrecke Limburg–Altenkirchen („Oberwesterwaldbahn“) entstand so bis 1886. Ausgeführt wurde nur noch eine eingleisige und – aufgrund des Geländes – kurvenreiche Sekundärbahn, die zum 1. Mai 1887 durchgehend befahrbar war. Das hatte zur Folge, dass sich hier kaum durchgehender Fernverkehr etablierte. Das war zwar nicht die Magistrale Rhein-Main-Gebiet–Köln, die ursprünglich angedacht war, aber immerhin eine entsprechende Trasse – nach über 40 Jahren. 

## Ausbauüberlegungen
Im Frühjahr 1914 gewann eine Initiative an Boden, die den durchgehenden Ausbau der Westerwälder Eisenbahn als zweigleisige Hauptstrecke zwischen Köln und Frankfurt erneut verfolgte. Der Erste Weltkrieg beendete die Initiative zunächst. Nach dem Krieg wurde das Projekt noch bis 1925 weiter verfolgt.

## Und dann doch … aber ganz anders
Am 25. Juli 2002 wurde die Schnellfahrstrecke Köln–Rhein/Main eröffnet. Ohne direkten Bezug zur Westerwälder Eisenbahn erfüllt diese Strecke die Voraussetzungen, unter denen das Projekt Westerwälder Eisenbahn jahrzehnte lang betrieben wurde.